# Shūmei

Shūmei (襲名, Lit. sucessão de nomes) são grandes cerimônias de nomeação realizadas em teatros de kabuki. Normalmente vários atores participam em apenas uma cerimônia, recebendo novos nomes de palco.

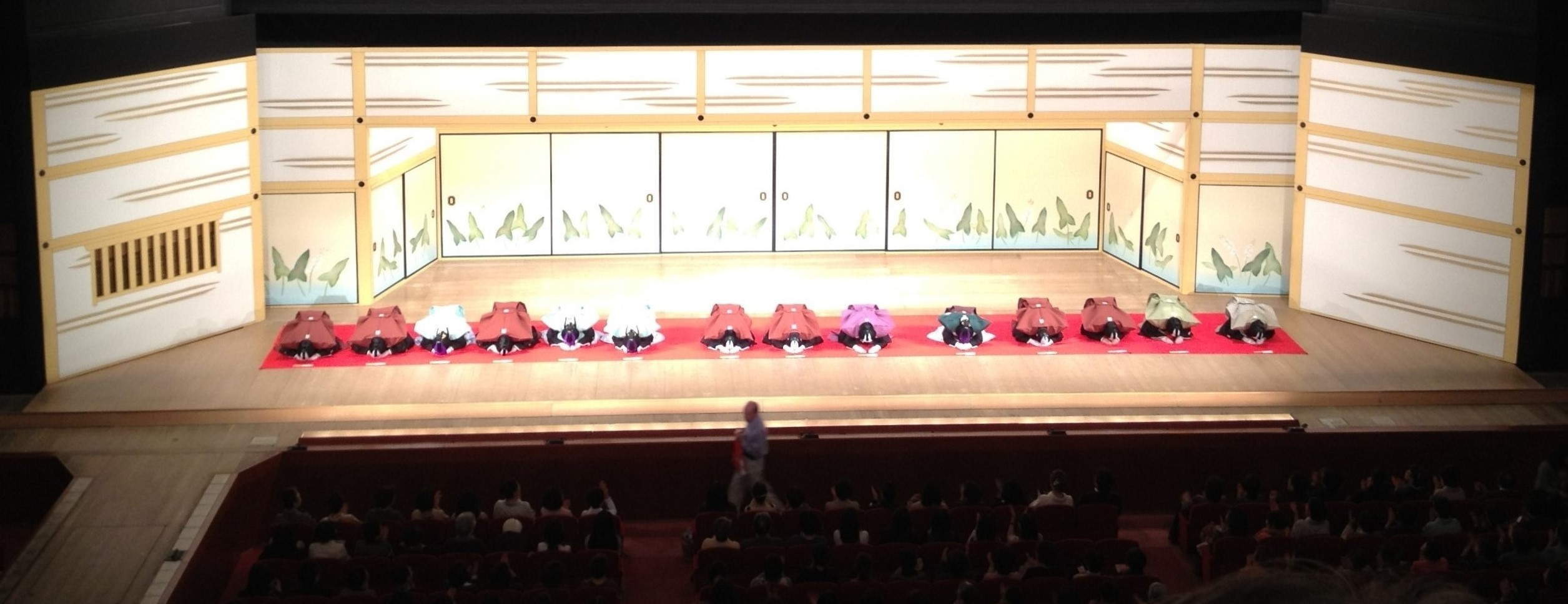
Cerimônia de Shūmei (襲名) dos atoes Ichikawa En'ō II, Ichikawa Ennosuke IV e Ichikawa Chūsha IX no teatro Misono-za em Nagoya (março de 2013).

Estes "nomes de palco" são comumente passados de geração em geração pelo pai, avô ou professor do ator, e possuem grande honra e importância. Muitos nomes são associados com certos papéis ou estilos de atuação, e o receptor de tal nome deve atender às expectativas. Há o entendimento de que o ator não deve apenas receber o nome, mas também o espírito, estilo e habilidade de cada um que o antecedeu. Vários atores passam por pelo menos três nomes em toda sua carreira, e a sua participação na shūmei representa o início de um novo capítulo em sua carreira de atuação.
A shūmei geralmente é seguida de uma performance relacionada aos novos nomes dos atores. Tais apresentações podem ter partes longas, um novo papel, ou personagens comumente associados aos atores com tais nomes. Por exemplo, a linhagem Ichikawa Danjūrō é associada com o papel do herói na peça Shibaraku. Os doze homens dessa linhagem realizaram este papel, e ao tornar-se o novo Ichikawa Danjūrō um ator deve apresentar-se em tal personagem, coisa que nunca teria feito antes, como um ator menos experiente e de nome diferente.